# Katie Stuart
Katherine Anne "Katie" Stuart (22 de marzo de 1985) es una actriz canadiense que ha aparecido en más de 15 películas, desde poco conocidas (Atomic Dog) hasta populares (X-Men 2). Además, ha tenido papeles protagónicos en varias series televisivas.
Stuart nació en Vancouver, Columbia Británica, Canadá. Comparte el nombre con otra actriz infantil, conocida por su papel en la película independiente Frog and Wombat.

## Filmografía

### Películas
| Año  | Título                                | Papel                  | Notas                     |
| ---- | ------------------------------------- | ---------------------- | ------------------------- |
| 1996 | Color Me Perfect                      | Susie                  | Película para televisión  |
| 1997 | Survival on the Mountain              | Molly                  | Película para televisión  |
| 1997 | Intensity                             | Chyna Shepherd (joven) | Película para televisión  |
| 1997 | Masterminds                           | Melissa Randall        |                           |
| 1998 | Atomic Dog                            | Heather Yates          | Película para televisión  |
| 1998 | Summer of the Monkeys                 | Daisy Lee              |                           |
| 1999 | The Magician's House                  | Mary Green             | Miniserie para televisión |
| 1999 | Brotherhood of Murder                 | Zillah Craig           | Película para televisión  |
| 2000 | The Magician's House II               | Mary Green             | Miniserie para televisión |
| 2000 | Epicenter                             | Robyn Foster           |                           |
| 2001 | Trapped                               | Tiffany Sloan          | Película para televisión  |
| 2001 | Speak                                 | Angel                  |                           |
| 2002 | Too Young to Be a Dad                 | Francesca Howell       | Película para televisión  |
| 2003 | A Wrinkle In Time                     | Meg Murry              | Película para televisión  |
| 2003 | X-Men 2                               | Kitty Pryde            |                           |
| 2005 | 14 Hours                              | Ronnie Green           | Película para televisión  |
| 2005 | The Sisterhood of the Traveling Pants | Bunkmate Jo            |                           |
| 2005 | Tamara                                | Chloe                  |                           |
| 2005 | Spirit Bear: The Simon Jackson Story  | Marcus                 | Película para televisión  |
| 2006 | She's the Man                         | Maria                  |                           |
| 2006 | Augusta, Gone                         | Bridget                | Película para televisión  |

### Televisión
| Año        | Título                       | Papel             | Notas                                                                    |
| ---------- | ---------------------------- | ----------------- | ------------------------------------------------------------------------ |
| 1996       | Poltergeist: The Legacy      | Patty Greer       | episodio "Revelations"                                                   |
| 1997       | The Sentinel                 | Gwen Angeloni     | episodio "Private Eyes"                                                  |
| 1997, 1998 | Stargate SG-1                | Cassandra Fraiser | episodio "Singularity" y "In the Line of Duty"                           |
| 1998       | The Outer Limits (1995)      | Phoebe            | episodio "Lithia"                                                        |
| 1998, 1999 | The Crow: Stairway to Heaven | Sarah Mohr        |                                                                          |
| 2000       | Mysterious Ways              | Breanna           | episodio "Crazy"                                                         |
| 2004       | Dead Like Me                 | J. Monteleone     | episodio "Last Call"                                                     |
| 2006       | Three Moons Over Milford     | Jada Reed         | episodios "Shoot the Moon" y "Moostruck"                                 |
| 2007       | Exes & Ohs                   | Olivia            | episodios "What Goes Around" y "Pole Dancing and Other Forms of Therapy" |
| 2009       | The L Word                   | Marie             | episodios "LMFAO" y "Last Couple Standing"                               |
| 2014-2015  | The 100                      | Zoe Monroe        | Personaje recurrente. Temporadas 1 - 3                                   |